# Poulsbo
Poulsbo (kiejtése: pɔːlzboʊ) az Amerikai Egyesült Államok északnyugati részén, Washington állam Kitsap megyéjében elhelyezkedő város. A 2010. évi népszámlálási adatok alapján 9200 lakosa van.

## Történet
A térség első lakói a suquamish indiánok voltak, akik a településnek több nevet is adtak; ezek egyike a „tcu-tcu-lats”, melynek jelentése „a juharfák otthona”. Indián falvak már ötezer éve is léteztek a régióban; ezek egyike „ho-CHEEB”.
Poulsbót az 1880-as években alapította Jørgen Eliason norvég bevándorló; a skandináv országokkal való hasonlóság miatt kezdetben számos észak-európai élt itt. 1886-ban I.B. Moe javasolta egy postahivatal létrehozását; a település nevének norvég Haldenre utalva a „Paulsbo” („Paul lakhelye”) formát javasolta, azonban kézírásának félreolvasása miatt a hatóságok azt Poulsbóként értelmezték. Poulsbo 1907. december 18-án kapott városi rangot.
A második világháborúig a város elsődleges nyelve a norvég volt, azonban a háború során a haditengerészet a bremertoni hajógyár dolgozóit itt szállásolta el. A népesség három év alatt megháromszorozódott, és az angolul beszélők kerültek többségbe.
1975. október 22-én, a bevándorlók letelepedésének 150. évfordulóján V. Olaf norvég király a városba látogatott.

## Éghajlat
A város éghajlata mediterrán (a Köppen-skála szerint Csb).
| Hónap                         | Jan.  | Feb.  | Már.  | Ápr. | Máj. | Jún. | Júl. | Aug. | Szep. | Okt. | Nov.  | Dec.  | Év    |
| ----------------------------- | ----- | ----- | ----- | ---- | ---- | ---- | ---- | ---- | ----- | ---- | ----- | ----- | ----- |
| Rekord max. hőmérséklet (°C)  | 21,1  | 21,7  | 26,1  | 31,1 | 33,9 | 36,7 | 38,9 | 37,8 | 37,2  | 28,3 | 23,9  | 17,8  | 38,9  |
| Átlagos max. hőmérséklet (°C) | 7,8   | 10,0  | 12,8  | 16,1 | 19,4 | 22,2 | 25,6 | 25,6 | 22,8  | 16,1 | 10,6  | 6,7   | 16,3  |
| Átlagos min. hőmérséklet (°C) | 0,0   | 0,0   | 1,7   | 3,3  | 6,1  | 8,9  | 10,6 | 10,6 | 7,8   | 4,4  | 1,7   | −0,6  | 4,6   |
| Rekord min. hőmérséklet (°C)  | −17,2 | −15,0 | −11,1 | −6,7 | −3,9 | −1,1 | −1,1 | 1,1  | −10,0 | −7,2 | −15,0 | −18,0 | −18,0 |
| Átl. csapadékmennyiség (mm)   | 188   | 187   | 151   | 97   | 72   | 54   | 33   | 32   | 41    | 105  | 203   | 220   | 1383  |
| Forrás: The Weather Channel   |       |       |       |      |      |      |      |      |       |      |       |       |       |

## Népesség
A 2010-es népszámláláskor a városnak 9200 lakója, 3883 háztartása és 2310 családja volt. A népsűrűség 749,8 fő/km2. A lakóegységek száma 4115, sűrűségük 335,4 db/km2. A lakosok 82,9%-a fehér, 1,1%-a afroamerikai, 0,9%-a indián, 5,7%-a ázsiai, 0,3%-a a Csendes-óceáni szigetekről származik, 3,6%-a egyéb, 5,4%-a pedig kettő vagy több etnikumú. A spanyol vagy latino származásúak aránya 9,2% (   )
A háztartások 30,8%-ában élt 18 évnél fiatalabb. 61% házas, 11,4% egyedülálló nő, 3,2% egyedülálló férfi, 40,5% pedig nem család. 34,7% egyedül élt; 17,4%-uk 65 éves vagy idősebb. Egy háztartásban átlagosan 2,3 személy élt; a családok átlagmérete 2,92 fő.
A medián életkor 40,7 év volt. A város lakóinak 23,8%-a 18 évesnél fiatalabb, 7,8% 18 és 24 év közötti, 24,7%-uk 25 és 44 év közötti, 24,5%-uk 45 és 64 év közötti, 19,4%-uk pedig 65 éves vagy idősebb. A lakosok 45,3%-a férfi, 54,7%-a pedig nő.

## Norseman
A Norseman egy 3,7 méter magasságú szobor, amelyet Mark Gale készített.
A 25 ezer dolláros alkotást a Bjorgen Beautification Fund finanszírozta. A nagyközönség a szobrot 2012. november 23-án láthatta először.
A kettő mázsa betonacélból és 2,3 tonna cementből készült alkotás talapzatán a „Velkommen til Poulsbo” felirat olvasható.

## Nevezetes személyek
- Aaron Sele, MLB-játékos[23]
- Harland Svare, NFL-játékos és -edző[24]
- James W. Douglass, író[25]
- Jason Everman, a Nirvana egykori tagja, katona[26]
- Margaret Olofsson Bergman, szövőmester[27]
- Richard F. Gordon, asztronauta[28]
- Ryan Villopoto, motorversenyző[29]
- Scott Shipley, olimpikon kenus[30]

## Testvérvárosok
A település testvérvárosai:
- Namsos, Norvégia
- Halden, Norvégia

## Fordítás
Ez a szócikk részben vagy egészben  a   Poulsbo, Washington című angol Wikipédia-szócikk ezen változatának fordításán alapul.  Az eredeti cikk szerkesztőit annak laptörténete sorolja fel. Ez a jelzés csupán a megfogalmazás eredetét és a szerzői jogokat jelzi, nem szolgál a cikkben szereplő információk forrásmegjelöléseként.